# Орио, Шейн
Шейн Муди-Орио (англ. Shane Moody-Orio; 7 августа 1980) — белизский футболист, вратарь клуба Премьер-лиги Белиза «Бельмопан Бандитс» и сборной Белиза.

## Карьера
Орио играл за такие белизские клубы, как «Билдерс Хардвэр Бандитс», «Культуре Ябра», «Сан-Педро Сихокс» и «Бока Хуниорс», а также за команды Примеры Коста-Рики «Пунтаренас» и «Рамоненсе», чемпионата Гондураса «Марафон» и чемпионата Гватемалы «Сучитепекес».
В марте 2016 года клуб «Бельмопан Бандитс» объявил о подписании контракта с Шейном Орио и игроком сборной Гондураса Кервином Джонсоном.
Игрок сборной Белиза с 2000 года. Принимал участие в Золотом кубке КОНКАКАФ 2013, пропустил 6 мячей в матче против сборной США.